# Stoppspel
Stoppspel är benämningen på en typ av kortspel som alla går ut på att spelarna ska bli av med sina kort så snabbt som möjligt genom att spela ut dem i en viss ordning. Stoppspelen har på så sätt många likheter med patienser. 
Kort som ska spelas ut måste matcha det senast utspelade kortet på något sätt, allt enligt det aktuella spelets regler. Det kan vara att lägga ett valfritt högre kort i samma färg (som i Stopp), det närmast högre kortet i samma färg (Komet) eller ett kort som har samma valör eller färg (Vändåtta).
I flera av spelen delas inte hela kortleken ut till spelarna, utan ett antal kort lämnas med baksidan uppåt och utgör en talong, från vilken den som inte kan spela ut ett giltigt kort får dra kort och sätta på sin hand.
Till stoppspelen räknas också Sjuan, där det inte bara finns ett, utan upp till åtta olika utlagda kort att bygga vidare på.

## Exempel på stoppspel
- Berg- och dalbana
- Bluffstopp
- Crazy eights
- Komet
- Mau-Mau
- Michigan
- Paskahousu
- Sjuan
- Stopp
- Switch
- UNO
- Vändåtta